# František Fridrich

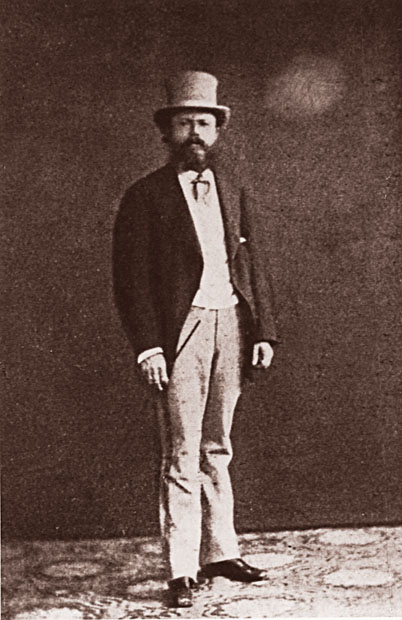
František Fridrich, Selbstporträt, ca. 1860

František Fridrich (deutsch Franz Friedrich; * 21. Mai 1829 in Melnik, Bunzlauer Kreis; † 23. März 1892 in Prag) war ein böhmischer Fotograf und Verleger. Am bekanntesten wurde er mit seinen Fotos von Prag und von den Kurorten in Westböhmen.

## Leben und Wirken
Er war der Sohn von Magdalena Fridrich, Tochter eines Schulkommissars in Blatna, und von Jan Melchior Fridrich, Bürgermeister von Melnik. Nach Abschluss der Bürgerschule studierte er ab 1847 Rechtswissenschaften an der Prager Karls-Universität, das er 1851 abbrach. Noch im gleichen Jahr begann er das Nass-Kollodium-Verfahren beim Fotografieren anzuwenden und entwickelte sich zu einem der bekanntesten Fotografen Prags. 1855 besuchte er die Weltausstellung in Paris, von der er zahlreiche stereotypischer Fotografien mitbrachte, die er im September 1856 in Prag ausstellte. Es war die erste Fotoausstellung im Königreich Böhmen. Er trug den Titel „Hofphotograph“.